# Włostek

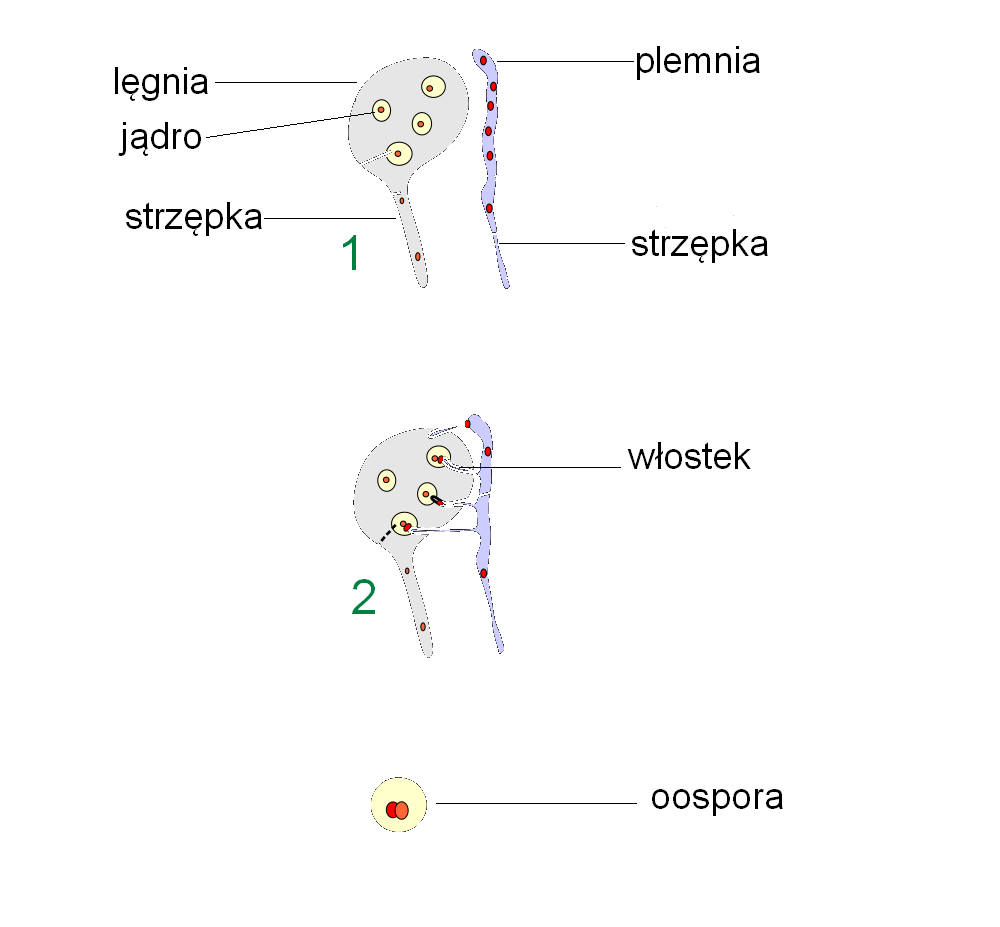
Włostki na rysunku 2

Włostek, trichogyne (gr. τρίχα – ‘włos’, γυναίκα – ‘kobieta’) – wyrostek lęgni krasnorostów i workowców.
U krasnorostów długi, smukły wyrostek karpogonium lub lęgni. U niektórych rodzajów (Batrachospermum) nie jest nitkowaty, lecz buławkowaty. U niektórych gatunków we włostku znajduje się dodatkowe jądro komórkowe, które w odróżnieniu od głównego jądra w zasadniczej części karpogonium nie jest zapładniane. Włostek służy za miejsce przylgnięcia spermacjów, z których jedno dokonuje zapłodnienia (cytogamia i kariogamia). Po kariogamii cytoplazma włostka oddzielana jest od cytoplazmy głównej części komórki, która daje początek karposporofitowi, galaretowatą strukturą. U bangiowych część przyjmująca spermacja jest mniej wyodrębniona i nosi nazwę prototrichogyne.
U workowców włostek jest wielojądrowym wyrostkiem askogonu. Włostek styka się z plemnią, często ją przy tym okrążając. Podczas zapłodnienia do lęgni przez włostek przepływa z plemni cytoplazma z jądrami, a jądra włostka degenerują. Następnie występuje faza jąder sprzężonych.
Występowanie pewnych podobieństw, w tym dotyczących włostka, było niegdyś podstawą do odrzuconych później koncepcji pochodzenia ewolucyjnego grzybów od krasnorostów.